# Madone de Bruges
La Madone de Bruges ou Vierge et l'Enfant est une statue en marbre réalisée par Michel-Ange entre 1501 et 1504 et représentant la Vierge Marie et l'Enfant Jésus. Sa hauteur est de 125 cm.
L'œuvre est conservée depuis le XVIe siècle dans l'église Notre-Dame de Bruges, en Belgique.

## Description
Cette statue de la Vierge et l'Enfant de Michel-Ange diffère sensiblement des représentations antérieures du même sujet, qui avaient tendance à représenter une Vierge pieuse et souriante regardant le nouveau-né dans ses bras. Au lieu de cela, dans la Madone de Bruges, se référant délibérément aux formes hiératiques de l'iconographie byzantine et médiévale, Michel-Ange figure Jésus debout entre les genoux de sa mère et enveloppé dans sa robe, presque sans soutien, exprimant à la fois sa nature divine et humaine dans une traduction presque littérale de « né de la Vierge Marie » et « le Verbe fut fait chair ». Il est retenu légèrement par la main gauche de Marie et semble être sur le point de s'éloigner de sa mère et partir dans le monde.
Pendant ce temps, Marie ne tient pas son fils et ne le regarde même pas. Son regard vague regarde au loin comme si elle savait déjà ce que serait le destin de son fils.
Presque grandeur nature, la Madone de Bruges a des similitudes certaines avec la Pietà (1499) de Michel-Ange, qui a été achevée peu de temps avant, principalement par le mouvement de la draperie et par son fini. Le long visage ovale de Marie rappelle aussi celui de la Pietà.

## Histoire
La statue en marbre de la Madone de Bruges, réalisée par Michel-Ange entre 1501 et 1504, est la seule sculpture de l'artiste à avoir quitté l'Italie de son vivant et est presque inconnue à Florence. Elle a été achetée pour 4 000 florins par Giovanni et Alessandro Moscheroni (Mouscron) membres d'une riche famille de marchands de tissus de Bruges, à l'époque une des villes commerciales les plus importantes d'Europe. Les lettres envoyées de Rome à son père par Michel-Ange donnent des instructions précises pour l'expédition.
Une autre source indique que la statue a été acquise pour 100 ducats d'or par ces mêmes commanditaires (nommés Jan et Alexandre de Mouscron ou Moucheron, connu en Italie sous le nom de Giovanni et Alessandro Moscheroni). Les frères florentins Baldassare et Giovanni Balducci étaient les banquiers qui s'occupaient des intérêts financiers des Mouscron et de Michel-Ange. Ils enregistrèrent le premier paiement de 50 ducats « pour une statue » dans leurs livres le 2 décembre 1503. Un deuxième paiement du même montant fut enregistré en octobre de l'année suivante. Ce sont aussi ces banquiers qui écrivirent à Michel-Ange le 13 août 1506 que la statue avait été expédiée à Bruges via Lucques. En 1514, Jan Mouscron et son épouse font don de la statue à l'église Notre-Dame, dans le cadre d'un autel avec tabernacle. Cet autel de Mouscron était placé dans une chapelle du bas-côté sud, où ils furent eux-mêmes enterrés avec plusieurs membres de leur famille.
Une entrée se trouvait dans le journal de voyage d'Albrecht Dürer, qui indique qu'il a vu la statue à Bruges en 1521.
La sculpture a quitté deux fois Bruges : 
- La première fois en 1794, les révolutionnaires français, qui avaient envahi les Pays-bas autrichiens, emportèrent la statue ainsi que d'autres œuvres d'art. La statue regagna Bruges après la défaite de Napoléon Ier en 1815.
- La seconde fois en 1944 quand les soldats allemands au cours de la retraite emportèrent la statue camouflée dans un matelas dans un camion de la Croix-Rouge[5]. Elle a été retrouvée en 1945 par les Monuments Men, dans une mine de sel à Altaussee en Autriche, avec de nombreuses autres œuvres d'art pillées dans toute l'Europe et ramenée de nouveau dans l'église Notre-Dame de Bruges où elle se trouve aujourd'hui.

La « Madone de Bruges », lors de sa récupération dans la mine de sel d'Altaussee en 1945
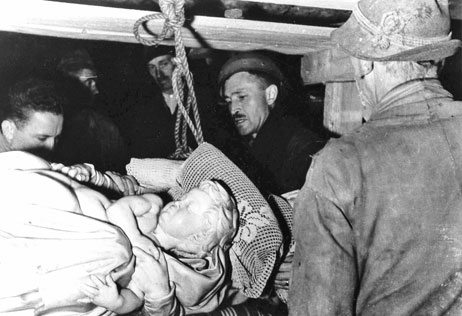
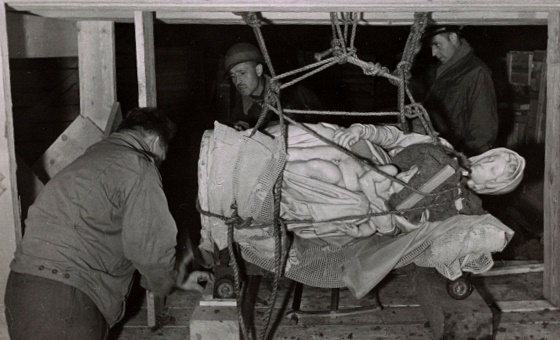

Après l'agression subie par La Pietà de Michel-Ange en 1972, la sculpture a été placée préventivement derrière une vitre pare-balles et à distance du public.

## Postérité

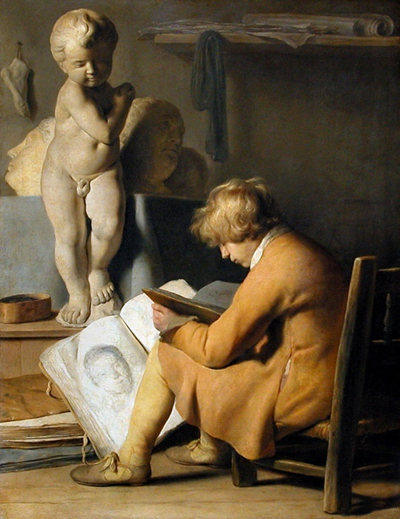
Le jeune dessinateur, attribué à Jan Lievens, Louvre, 1630-1635, RF 1562.

Le jeune dessinateur, tableau attribué à Jan Lievens (vers 1630-1635), montre un plâtre reprenant l'enfant de la Madone de Bruges, qui sert de modèle à un dessinateur.

## Réplique
Un sculpteur inconnu a réalisé une petite copie pour une épitaphe funéraire dans la cathédrale Saint-Sauveur.
Le Vatican possède une réplique en bronze[réf. nécessaire].

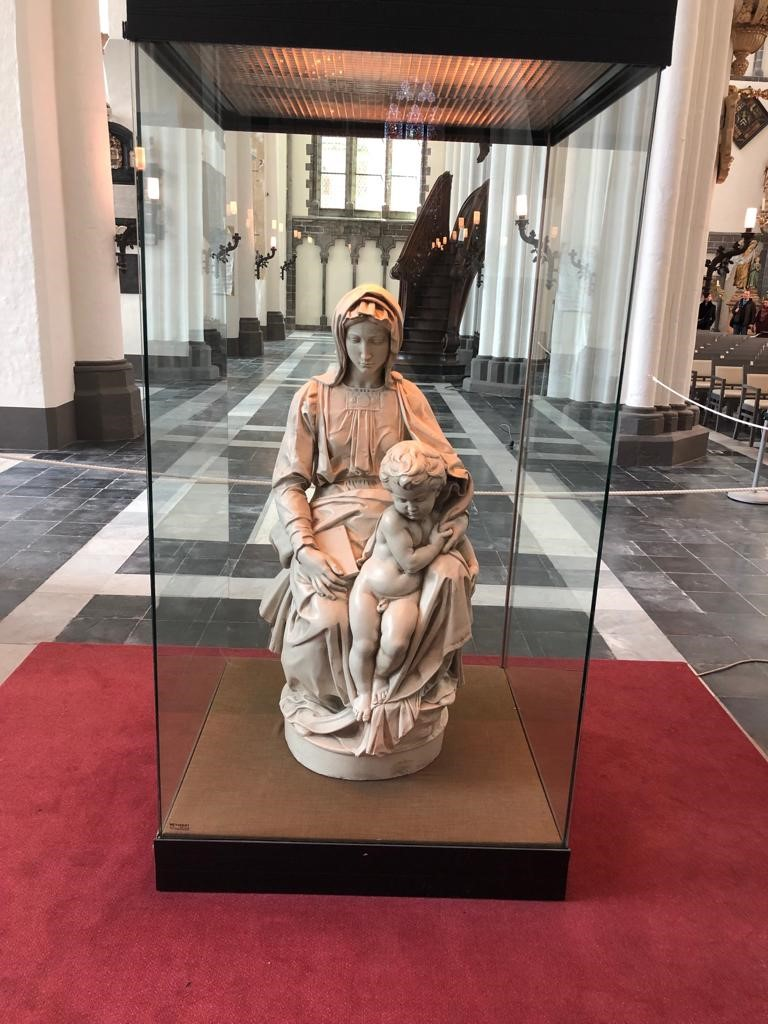
Réplique de la Madone dans l'église Notre-Dame de Bruges (avril 2019)

## Sources
- (en) Cet article est partiellement ou en totalité issu de l’article de Wikipédia en anglais intitulé « Madonna of Bruges » (voir la liste des auteurs).

- (nl) Cet article est partiellement ou en totalité issu de l’article de Wikipédia en néerlandais intitulé « Madonna met kind (Michelangelo) » (voir la liste des auteurs).